# Palaeosepsioides erythromyrma
Palaeosepsioides erythromyrma är en tvåvingeart som först beskrevs av Silva 1992.  Palaeosepsioides erythromyrma ingår i släktet Palaeosepsioides och familjen svängflugor. Inga underarter finns listade i Catalogue of Life.